# 加的夫灣

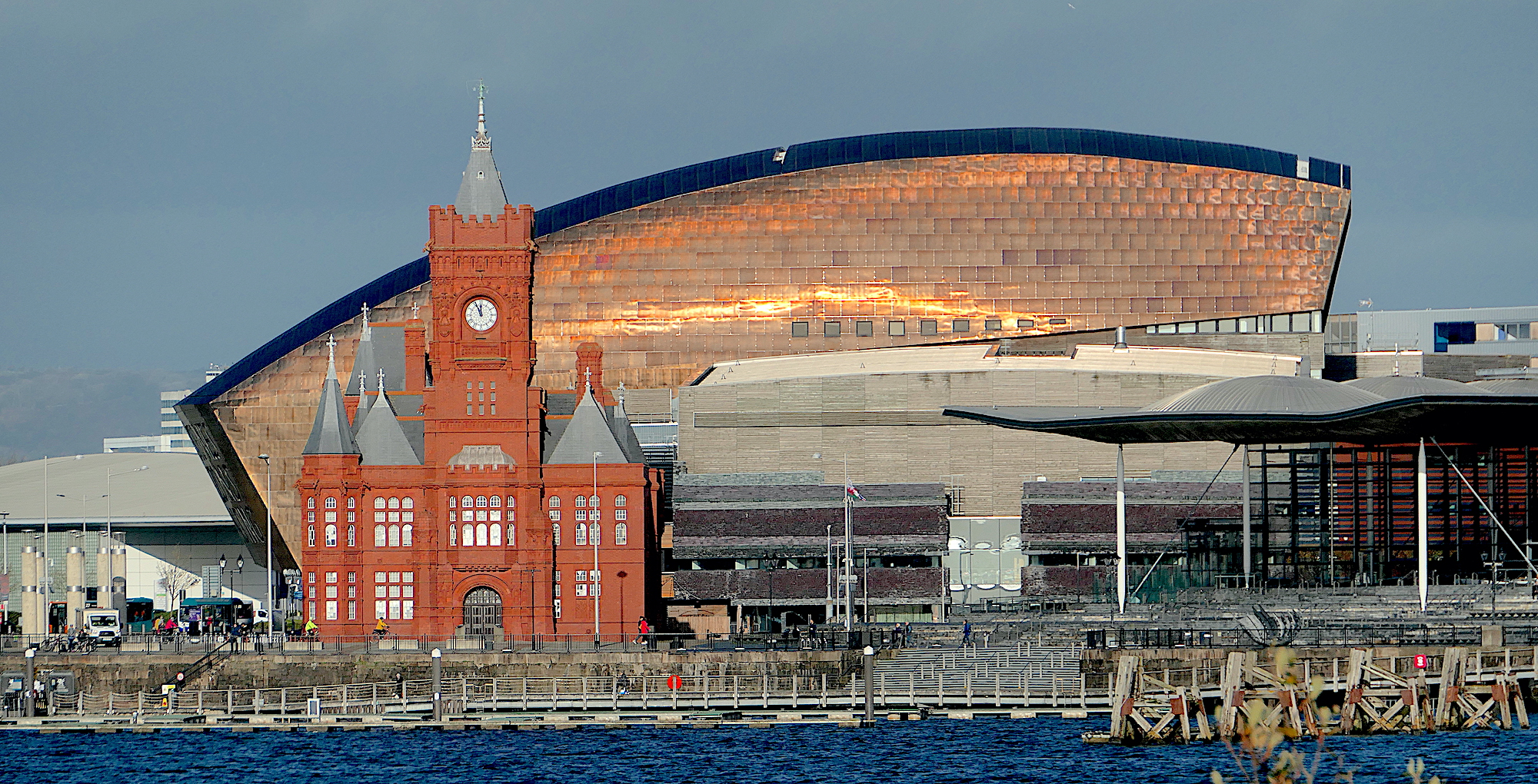
2020年時的卡迪夫灣

卡迪夫灣（英語：Cardiff Bay）是指英國威爾斯首府卡迪夫南部的濱海地帶。卡迪夫灣現在被認為是英國最為成功的都市更新計劃之一。在19世紀時，威爾斯是一個重要的煤炭輸出地，這裡也聚集了眾多不同國家的人，文化十分多樣。然而二戰後這裡陷入經濟蕭條。1999年後，卡迪夫灣開始了都市更新計劃，雖然引發了很大的爭議但也取得了成功。

## 外部連結
- Cardiff Harbour Authority（页面存档备份，存于）
- EduWiki Conference 2013